# Жорж Верно
Жорж Верно (англ. George Vernot, 27 лютого 1901 — 22 листопада 1962) — канадський плавець.
Медаліст Олімпійських Ігор 1920 року, учасник 1924 року.